# Wengerod
Die Wüstung Wengerod oder Westerode befindet sich in der Gemarkung der Gemeinde Witzenhausen im Werra-Meißner-Kreis in Hessen.

## Lage
Der ehemalige Ort befand sich etwa 5,5 Kilometer südöstlich von Witzenhausen und einen Kilometer südöstlich von Werleshausen im Werratal  des westlichen Eichsfeldes. Die Bahnstrecke Göttingen–Bebra führt heute durch die Wüstungslage.

## Geschichte
Der Ort Wengerod bestand vermutlich vom 13. bis ins 14. Jahrhundert. In der ersten schriftlichen Erwähnung für das Jahr 1562 war er bereits wüst, als es um die Aufteilung und Versteigerung des Waldes und des Ackers zwischen den Herren von Hanstein ging. Grundherren war die auf der benachbarten Burg Hanstein wohnende Adelsfamilie von Hanstein.
Im 19. Jahrhundert ließen sich noch die Flurstücksgrenzen für 3 bis 5 größere Höfe und einige kleinere Höfe feststellen. Die Flur reichte im Süden bis an die Werra, im Osten an den Wolfsberg, im Nordwesten bis zum Dietrichsgraben und im Nordosten weit auf den Höheberg hinauf. Folgende Flurbezirke sind noch bekannt: das Wengerod, der Pfingstrasen, In der Aue, Oberfeld und Lache, der Osterkopf und Sunder.
Durch den Gebietsaustausch nach dem Wanfrieder Abkommen 1945 gelangte die Ortslage zusammen mit dem benachbarten Werleshausen vom eichsfeldischen Landkreis Heiligenstadt zum hessischen Landkreis Witzenhausen.